# Broby landsfiskalsdistrikt
Broby landsfiskalsdistrikt var 1918–1964 ett landsfiskalsdistrikt i Kristianstads län, bildat som Färlövs landsfiskalsdistrikt när Sveriges indelning i landsfiskalsdistrikt trädde i kraft den 1 januari 1918, enligt beslut den 7 september 1917. När Sveriges nya indelning i landsfiskalsdistrikt trädde i kraft den 1 januari 1952 (enligt kungörelsen 1 juni 1951) ändrades distriktets namn till Broby landsfiskalsdistrikt. Den 1 januari 1965 avskaffades i Sverige samtliga landsfiskaler och landsfiskalsdistrikt, och deras arbetsuppgifter delades upp på de nyskapade indelningarna polisdistrikt, åklagardistrikt och kronofogdedistrikt.
Landsfiskalsdistriktet låg under länsstyrelsen i Kristianstads län.

## Ingående områden
Den 1 januari 1952 ändrades distriktets ingående områden genom kommunreformen 1952.

### Från 1918
Östra Göinge härad:
- Emmislövs landskommun
- Färlövs landskommun
- Gryts landskommun
- Hjärsås landskommun
- Knislinge landskommun
- Kviinge landskommun
- Norra Strö landskommun
- Östra Broby landskommun

### Från 1 januari 1952
- Araslövs landskommun
- Broby landskommun
- Hjärsås landskommun
- Knislinge landskommun